# Amt Hallenberg (Steinbach-Hallenberg)
Das Amt Hallenberg war eine in der Herrschaft Schmalkalden gelegene territoriale Verwaltungseinheit der Landgrafschaft Hessen-Kassel und dann des Kurfürstentums Hessen.
Das Amt gehörte zunächst zur Grafschaft Henneberg und war gerichtlich mit der Zent Benshausen verbunden. Nach dem Aussterben der Grafen von Henneberg im Dezember 1583 kam das Amt unter die gemeinsame Verwaltung der albertinischen und ernestinischen Wettiner und gelangte 1619 im Tausch an die Landgrafschaft Hessen-Kassel.

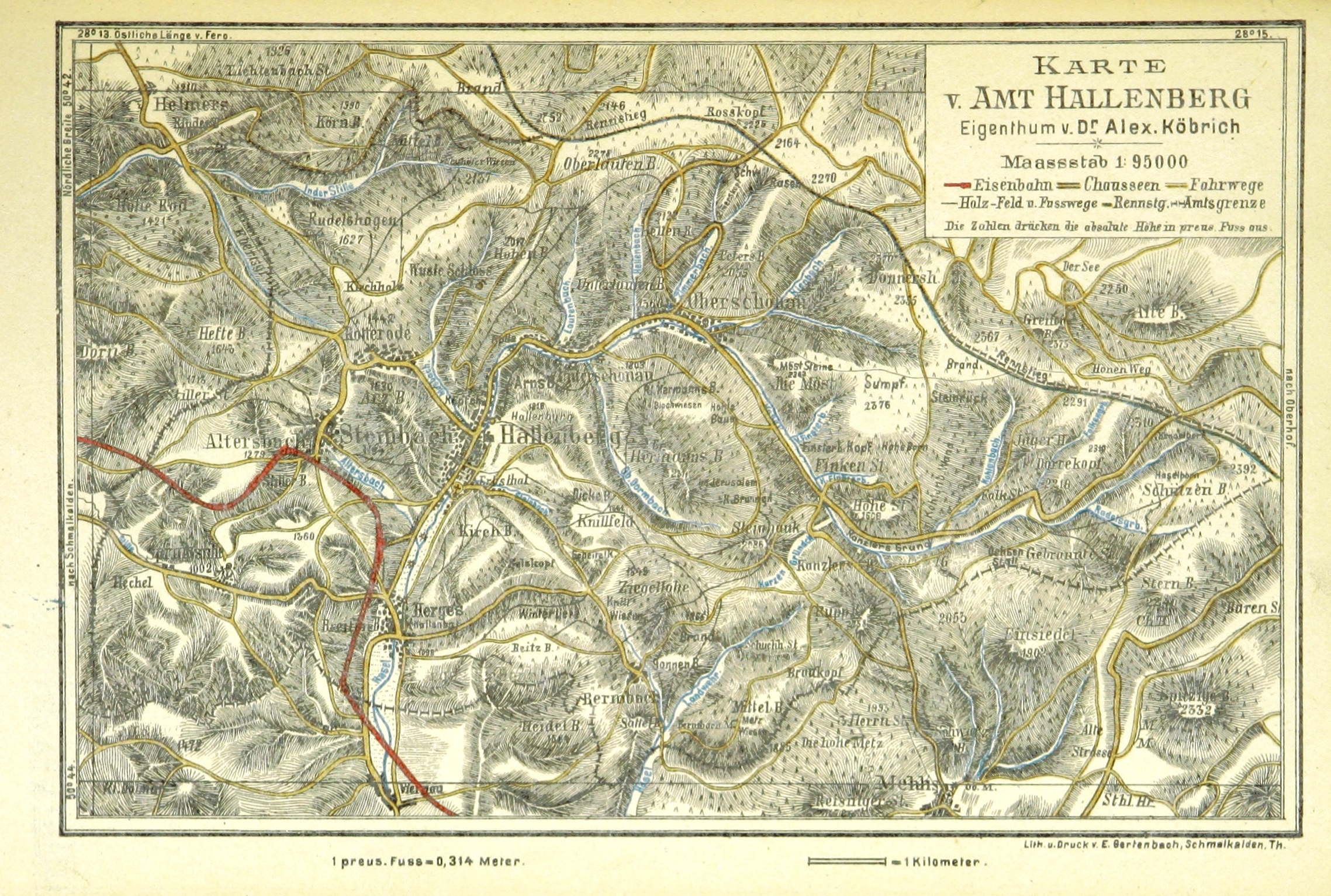
Karte des Amtes Hallenberg (bei Köbrich, 1894)

Bis zur Verwaltungs- und Gebietsreform des Kurfürstentums Hessen im Jahr 1821 (Liste der Kreise im Kurfürstentum Hessen (1821)) und der damit verbundenen Trennung der Verwaltungs- und Justizfunktionen der Ämter bildete es den räumlichen Bezugspunkt für die Einforderung landesherrlicher Abgaben und Frondienste, für Polizei, Wehrpflicht (Kreisamt) und Rechtsprechung (Justizamt).

## Geographische Lage
Das Gebiet des Amts Hallenberg lag im Südwestteil des Thüringer Waldes. Der Rennsteig, der über den Kamm des Thüringer Waldes läuft, markierte über Jahrhunderte die nördliche Grenze des Amts zum Herzogtum Sachsen-Gotha. Das Amtsgebiet schloss die Oberläufe der Werrazuflüsse Haselbach und Stille ein. Berge im Amtsgebiet waren u. a. Schützenberg, Gebrannter Stein und Ruppberg.
Das Amtsgebiet liegt heute im Südwesten des Freistaats Thüringen und gehört zum Landkreis Schmalkalden-Meiningen.
Angrenzende Verwaltungseinheiten waren
- das Amt Georgenthal (zu Sachsen-Gotha) im Norden,
- das Amt Schwarzwald (zu Sachsen-Gotha) im Osten,
- die hennebergische Zent Benshausen (ab 1660 zu Sachsen-Zeitz) im Süden und
- das Amt Schmalkalden (zur hessischen Herrschaft Schmalkalden) im Westen.

## Geschichte

### Herrschaft Hallenberg
Die kleine Herrschaft derer von Hallenberg wurde erstmals im 13. Jahrhundert erwähnt (1228 und 1232), könnte aber bis in die Anfänge des 12. Jahrhunderts zurückgehen, da der Grenzverlauf einer Reinhardsbrunner Klosterurkunde aus dem Jahr 1111 Rückschlüsse auf ein Herrschaftsgebiet um die Hallenburg zulässt. 1228 wurde bei der Entvogtung des Klosters Rohr unter anderem ein „Reginhald von Haldinberc“ als Handlungszeuge genannt. Da dieser Reginhald im Jahre 1232 als hennebergischer Dienstmann bezeichnet wurde, ist davon auszugehen, dass sich die Herren von Hallenberg zwischen 1228 und 1232 in die Ministerialität der Grafen von Henneberg begaben.
Die Kleinherrschaft der Herren von Hallenberg war der Ausgangspunkt der Entstehung des späteren „Amtes Hallenberg“, das ursprünglich nur den Burgvogteibezirk der Hallenburg mit den beiden Orten Unter- und Obersteinbach sowie einen größeren Waldbezirk umfasste.

### Grafschaft Henneberg
Graf Heinrich III. von Henneberg († 1262) übernahm bei Antritt seiner Regierung die althennebergischen Lande, zu denen auch die Hallenburg mit ihrem Burgbezirk gehörte. Seit Mitte des 13. Jahrhunderts war die Hallenburg Residenz, Amts- und Verwaltungssitz, Schutzburg und Zentgefängnis des mittelalterlichen Gerichtsbezirks der Zent Benshausen, mit welcher sie bis in das 16. Jahrhundert verbunden blieb. Während der gesamten hennebergischen Herrschaft wurden die Burg und das Amt Hallenberg von Burg- und Amtmännern verwaltet.
Bei der Hennebergischen Hauptteilung im Jahr 1274 wurde die Zent Benshausen zwischen den Linien Henneberg-Schleusingen und Henneberg-Hartenberg geteilt, während die Burg und das Amt Hallenberg vollständig zu Henneberg-Hartenberg kamen. Die Hallenburg wurde Wohnsitz der Grafen von Henneberg-Hartenberg. Diese verpfändeten die Hallenburg 1374 an die Herren von Bibra, welche die Hallenburg 1391 an die Linie Henneberg-Aschach (später Henneberg-Römhild genannt) abtraten, die sich bereits vor dem Aussterben der Hartenberger Linie im Jahr 1378 Besitzanrechte auf das Amt Hallenberg gesichert hatte.
1468 kam das Amt Hallenberg durch eine Erbteilung der Grafschaft Henneberg-Aschach(-Römhild) an den „Römhilder Teil“ unter Graf Friedrich II. von Henneberg-Aschach († 1488). Bei einer erneuten Erbteilung unter dessen Enkelsöhnen im Jahr 1532 gelangte es an Albrecht von Henneberg–Schwarza. Bei dessen kinderlosen Tod im Jahr 1549 fielen gemäß einem Erbvertrag das Amt und die Burg Hallenberg an die mit ihm verschwägerten Grafen von Stolberg, aber Graf Wilhelm IV. von Henneberg-Schleusingen erkannte dies nicht an und nahm noch im gleichen Jahr das Amt und die Burg mit Gewalt in seinen Besitz.
Im 16. Jahrhundert umfasste das Amt Hallenberg den Burgvogteibezirk mit den beiden Orten Unter- und Obersteinbach sowie einem größeren Waldbezirk. Außerdem besaß es landesherrliche Rechte an einigen Dörfern der Umgebung (u. a. Anteile von Albrechts, Mehlis und Springstille). Nach 1549 löste sich das Amt von seinem Gerichtsstuhl der Zent Benshausen.

### Gemeinsame Verwaltung der Wettiner
Nach dem Aussterben der Grafen von Henneberg im Dezember 1583 kam das Amt Hallenberg gemäß dem Kahlaer Vertrag von 1554 unter gemeinschaftliche Verwaltung der ernestinischen und albertinischen Wettiner. Es wurde dem kursächsischen Anteil (Albertiner) zugerechnet.
Durch den Herrschaftswechsel erhielt das Amt Hallenberg mehr Selbständigkeit gegenüber den benachbarten Landesteilen, was sich vor allem in der Errichtung eines eigenen Hochgerichts in Steinbach ausdrückte. Bis 1588 war die Hallenburg Sitz des Burgvogts und Amtsverwalters. Danach wurden die Ämter Hallenberg und Kühndorf durch einen Amtsvogt, der seinen Sitz auf Schloss Kühndorf hatte, gemeinschaftlich verwaltet.

### Landgrafschaft Hessen-Kassel
Im Jahre 1619 schlossen Landgraf Moritz von Hessen-Kassel und Vertreter des albertinischen und ernestinischen Sachsen den Benshäuser Tauschvertrag. Dadurch kam das bisher sächsische Amt Hallenberg im Tausch gegen den hessischen Anteil an der Zent Benshausen an die Landgrafschaft Hessen-Kassel und wurde unter Leitung eines hessischen Amtsschultheißen dem Oberamt Schmalkalden unterstellt.
Durch den Vertrag verlor das Amt Hallenberg die Gerichtsbarkeit in den bisher dem Amt unterstehenden Anteilen der Dörfer Albrechts und Mehlis. Dafür wurden die bisher zur Zent Benshausen gehörigen Orte Bermbach, Herges-Hallenberg und die rechts des Haselbachs gelegenen Teile von Unterschönau und Oberschönau dem Amt Hallenberg angegliedert. Weiterhin erhielt das Amt aus der Zent Benshausen einen beträchtlichen Zuwachs an Grundbesitz, so dass seitdem folgende Berge zum Amtsbezirk gehörten: Schützenberg, Gebrannter Stein und Ruppberg, Breukopf, der Steinhauk, der Kleine und Große Hermesberg (Hermannsberg), der Brand und Sonnenberg, der Kirchberg, Winterleite und Krummeschlinge, der Mittelberg, Raitzberg und Sattel.
Die teure Hofhaltung des Landgrafen Moritz führte 1626 zu einer Verpfändung der Herrschaft Schmalkalden an die Landgrafschaft Hessen-Darmstadt, die bis zum Ende des Dreißigjährigen Krieges im Jahr 1648 andauerte. Dies hatte für die Region fatale Folgen, da der reformierte Moritz auf protestantischer Seite, Landgraf Georg II. von Hessen-Darmstadt aber auf katholischer Seite stand.
Im Jahre 1791 erfolgte ein Gebietsaustausch mit dem Amt Schmalkalden, welches die Streulage beider Ämter im Stillergrund und im Haselbachtal beseitigte. Näherstille kam dabei zum Amt Schmalkalden. Unterschönau, Oberschönau und Springstille, die zuvor anteilig zu beiden Ämtern gehört hatten, wurden zusammen mit den bisher komplett zu Schmalkalden gehörigen Dörfern Altersbach und Rotterode dem Amt Hallenberg zugeteilt.

### Königreich Westphalen
Die Landgrafschaft Hessen-Kassel, deren Regent 1803 zum Kurfürsten erhoben worden war, wurde in der Zeit der französischen Besetzung von 1807 bis 1813 in das Königreich Westphalen unter Jérôme Bonaparte eingegliedert. Dabei wurde die Herrschaft Schmalkalden innerhalb des Departements der Werra dem Distrikt Eschwege zugeordnet und in sechs Kantone eingeteilt. Aus dem Amt Hallenberg wurde dabei der Kanton Hallenberg.
Nach dem Ende des Königreichs Westphalen im Jahr 1813 wurde das nunmehrige Kurfürstentum Hessen mit seiner früheren Verwaltungsstruktur wiederhergestellt.

### Verwaltungsreform und Auflösung 1821
Nach dem Regierungsantritt von Kurfürst Wilhelm II. von Hessen-Kassel wurde im Zuge der Verwaltungsreform des Kurfürstentums Hessen von 1821 das Land in vier Provinzen und 22 Kreise eingeteilt. Verwaltung und Rechtsprechung wurden voneinander getrennt.
Für die Verwaltung wurde aus den bisherigen Ämtern Schmalkalden, Hallenberg, Herrenbreitungen und Brotterode der Kreis Schmalkalden gebildet, welcher der neu gegründeten kurhessischen Provinz Fulda angehörte. Für die Rechtsprechung wurden als Gerichte erster Instanz vier Justizämter eingerichtet: Schmalkalden, Brotterode, Herrenbreitungen und Steinbach.

## Zugehörige Orte
Dörfer
- Steinbach-Hallenberg (als Ober- und Untersteinbach gegründet)
- Albrechts (anteilig bis 1619)
- Altersbach (seit 1791)
- Bermbach (seit 1619)
- Herges-Hallenberg (seit 1619)
- Mehlis (anteilig bis 1619)
- Näherstille (bis 1791 anteilig)
- Rotterode (seit 1791)
- Oberschönau (1619 bis 1791 anteilig, dann vollständig)
- Springstille (vor 1791 anteilig)
- Unterschönau (1619 bis 1791 anteilig, dann vollständig)

Burgen und Einzelgüter
- Hallenburg
- Hechel (einzelnes Wirtshaus)

## Hennebergische Amtmänner
- Hans von Rosental (um 1358)
- Berld Banse (um 1380)
- Ditrich von Thunfeldt (um 1410)
- Hermann Vrat (vor 1467)
- Leonhard von Masbach (1467–1470)
- Hans Zoller (Zollner) der Ältere von Rotenstein (1473–1490)
- Eberhard von Ostheim (1490–1498)
- Hans Zoller (Zollner) der Junge von Rotenstein (1498–1508)
- Bartholmes Zoller (Zollner) von Rotenstein (1508–1510)
- Vinzenz Burkan (Anfang des 16. Jahrhunderts)
- Balthasar von Ostheim (um 1524)
- Hans von Ostheim (um 1534)
- Bernhard Truchseß (1548–1552)
- Vinz Treuter (1552–1556)
- Heinrich von Vitzenhagen (1556–1564)
- Hans Keller (Kellner) (1564–1572)
- Hiob gen. Jobst Ziegler (Siegler) (1572–1580)
- Michael Mußmacher (1580–1588)

Ab 1588 erhielt der Amtmann Michael Mußmacher den Titel „Amtsvogt“. Dieser wurde Amtsverwalter von Hallenberg und Kühndorf und hatte seinen Sitz in Kühndorf.